# Bindsachsen
Bindsachsen is een plaats in de Duitse gemeente Kefenrod, deelstaat Hessen, en telt 920 inwoners.

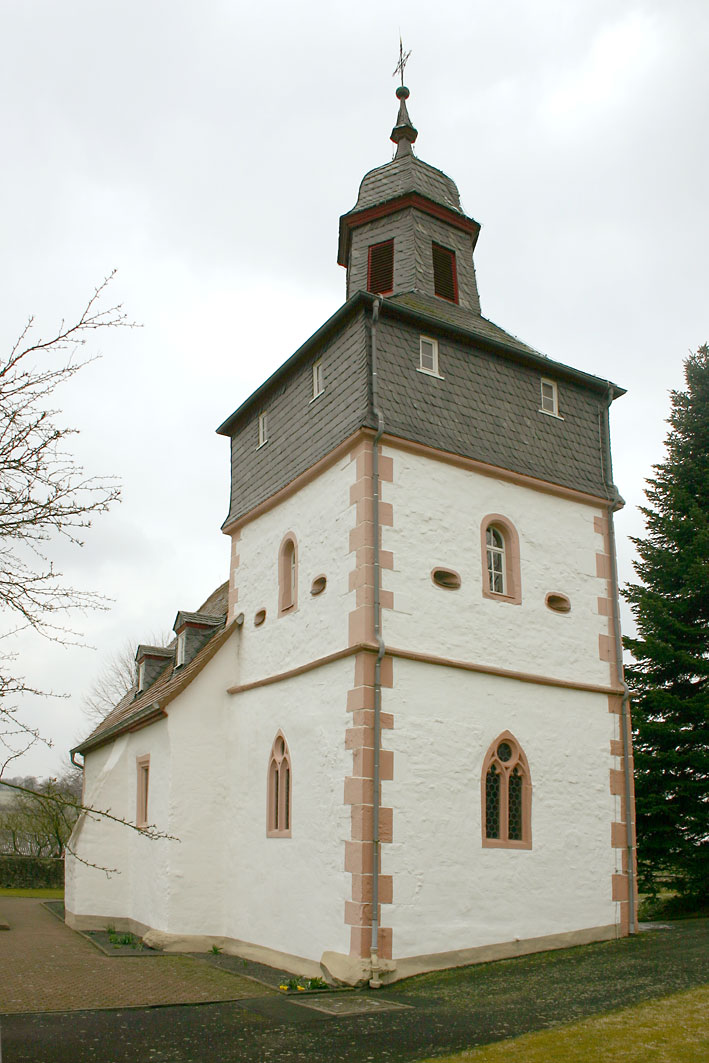
Kerk in Bindsachsen